# Toda, Saitama
Toda (戸田市 Toda-shi) là một thành phố thuộc tỉnh Saitama, Nhật Bản.

## Địa lý
Toda is located in the flat lowlands of  far southeastern Saitama Prefecture, separated from Tokyo by the Arakawa River. The Sasame River also flows through the city before joining the Arakawa.